# Выборы губернатора Тверской области (2021)
Выборы губернатора состоялись в Тверской области 19 сентября 2021 года в единый день голосования, одновременно с выборами в законодательное собрание Тверской области и выборами в Государственную думу. По решению ЦИК РФ голосование проводилось три дня подряд — 17, 18 и 19 сентября 2021 года.
В первом туре выборов был избран действующий губернатор Игорь Руденя (Единая Россия). Губернатор избирался сроком на 5 лет.
На 1 января 2021 года в области было зарегистрировано 1 039 675 избирателей, из которых около 31,3 % (325 291 избирателей) в Твери.
Избирательная комиссия Тверской области состоит из 14 членов с правом решающего голоса. Действующий состав сформирован в мае 2016 года на 5 лет. Председатель избирательной комиссии — Валентина Дронова (с июля 2011 года, переизбрана в мае 2016 года).

## Предшествующие события
С марта 2016 года должность губернатора занимает Игорь Руденя. 2 марта 2016 года он был назначен временно исполняющим обязанности губернатора после отставки Андрея Шевелёва.
В июле 2016 года был зарегистрирован кандидатом от «Единой России» на выборах губернатора Тверской области. На состоявшихся 18 сентября 2016 года выборах набрал 72,1 % голосов и был избран губернатором на 5 лет.

## Ключевые даты
- в середине июня законодательное собрание Тверской области официально назначит выборы на единственно возможную дату — 19 сентября 2021 года (единый день голосования)
  - официальная публикация решения о назначении выборов
  - публикация избиркомом расчёта числа подписей, необходимых для регистрации кандидата
  - с середины июня по начало июля — период выдвижения кандидатов (через 5-25 дней после дня официального опубликования решения о назначении выборов)
  - агитационный период начинается со дня выдвижения кандидата и прекращается за одни сутки до дня голосования
- с 17 июля по 21 июля — представление документов для регистрации кандидатов. К заявлениям должны прилагаться листы с подписями муниципальных депутатов (через 30-34 дня после дня официального опубликования решения о назначении выборов)
- с 21 августа по 16 сентября — период агитации в СМИ
- 17, 18, 19 сентября — дни голосования

## Требования к кандидатам
В Тверской области кандидаты выдвигаются только политическими партиями, имеющими право участвовать в выборах. Самовыдвижение не допускается. Избран может быть гражданин Российской Федерации достигший возраста 30 лет. У кандидата не должно быть гражданства иностранного государства либо вида на жительство в какой-либо иной стране.

### Муниципальный фильтр
1 июня 2012 года вступил в силу закон, вернувший прямые выборы глав субъектов Российской Федерации. Однако был введён так называемый муниципальный фильтр, для прохождения которого кандидатам требуется собрать в свою поддержку от 5 % до 10 % подписей от общего числа муниципальных депутатов и избранных на выборах глав муниципальных образований, в числе которых должно быть от 5 до 10 депутатов представительных органов муниципальных районов и городских округов и избранных на выборах глав муниципальных районов и городских округов. Муниципальным депутатам представлено право поддержать только одного кандидата.
В Тверской области кандидаты должны собрать подписи 7 % муниципальных депутатов и глав муниципальных образований. Среди них должны быть подписи депутатов районных и городских советов и (или) глав районов и городских округов в количестве 7 % от их общего числа. Кроме того, кандидат должен получить подписи не менее чем в трёх четвертях районов и городских округов, то есть в 32 из 42.
|                                                              | Количество | Доля | Муниципальные образования                                                                                              | Территориальные требования                   |
| ------------------------------------------------------------ | ---------- | ---- | --- | -------------------------------------------- |
| Депутаты и (или) избранные главы муниципальных образований   | 247-259    | 7 %  | 11 городских округов, 9 муниципальных округов, 22 муниципальных района, 29 городских поселений, 165 сельских поселения | —                                            |
| Депутаты и (или) избранные главы районов и городских округов | 56-58      | 7 %  | 11 городских округов, 9 муниципальных округов, 22 муниципальных района                                                 | из 32 административных единиц второго уровня |

## Кандидаты
К 6 августа 2021 года избирательная комиссия Тверской области зарегистрировала всех пятерых кандидатов, выдвинутых партиями.
| Кандидат          | Возраст              | Должность (на момент выдвижения)                                                                                     | Субъект выдвижения                           | Статус           | Кандидаты в Совет Федерации |
| ----------------- | -------------------- | --- | -------------------------------------------- | ---------------- | --- |
| Игорь Руденя      | 57 лет (15.02.1968)  | губернатор Тверской области                                                                                          | «Единая Россия»                              | зарегистрирован  | А. Н. Епишин, сенатор Российской Федерации С. Ю. Журавлёв, глава Старицкого района Л. Н. Скаковская, ректор Тверского государственного университета |
| Людмила Воробьёва | 73 года (30.03.1952) | депутат Законодательного собрания Тверской области                                                                   | «КПРФ»                                       | зарегистрирована | А. А. Истомин, депутат заксобрания Тверской области, А. А. Плюхин, ассистент кафедры лучевой диагностики ТГМУ Д. И. Петров, директор ООО «Аурис»    |
| Олег Горлов       | 52 года (01.05.1973) | советник руководителя фракции ЛДПР в Государственной думе В. В. Жириновского                                         | «ЛДПР»                                       | зарегистрирован  | *** |
| Дмитрий Игнатьков | 56 лет (07.10.1968)  | депутат Тверской городской Думы                                                                                      | «Справедливая Россия — Патриоты — За правду» | зарегистрирован  | *** |
| Илья Клейменов    | 45 лет (03.07.1980)  | депутат Собрания депутатов Конаковского района, первый секретарь тверского областного отделения «Коммунистов России» | «Коммунисты России»                          | зарегистрирован  | *** |

## Прогнозы и аналитика
По мнению ряда аналитиков, партии намеренно выставили против Рудени откровенно слабых соперников. Так ЛДПР выдвинула человека, который вообще неизвестен в Тверской области. Хотя ранее предполагалось, что партия может выдвинуть депутата Госдумы Антона Морозова, избранного от Тверской и Новгородской областей. Партия «Справедливая Россия — Патриоты — За правду», объединившаяся в начале 2021 года из трёх партий, выдвинула Игнатькова, которого также посчитали несерьезным кандидатом. По мнению главного редактора газеты «Караван Ярмарка» Марии Орловой эти партии выдвигали кандидатов по принципу «только бы не выбрали». Она заявила, что «действующему губернатору подобрали слабых конкурентов без каких-либо шансов». По ей мнению из соперников Рудени лишь кандидат от КПРФ Людмила Воробьёва, хотя также слабая кандидатура, но может получить больше голосов за счёт привлечения протестнх.
Политолог Александр Кынев также отметил пассивность партий в Тверской области и предположил, что когда партии заведомо не выдвигают сильных кандидатов, то между ними возможны тайные соглашения. Он допустил, что «оппозиционеры» могут получить дополнительные места на выборах в заксобрание, которые пройдут одновременно с выборами губернатора.
Политтехнолог Сергей Поляков высказал мнение, что ситуация на губернаторских выборах в Тверской области не сильно отличается от ситуации в других регионах: «Сейчас в связи с существенным падением рейтинга партии власти «Единой России» и сомнительными шансами от её кандидатов предпринимаются усилия и давление на партии как на федеральном, так и на региональном уровне с целью заставить их выдвигать не самых сильных и не самых известных кандидатов, фактически спойлеров, у которых нет шансов победить ни на выборах высших должностных лиц, ни на выборах депутатов различных уровней».
По мнению политолога Олег Бондаренко к сентябрю 2021 года Руденя являлся одним из самых слабых губернаторов в России, который «явно находится не на своем месте». Он также заявил, что полная зачистка политического пространства и уничтожение всяческой конкуренции на выборах – это одно из главных достижений тверского губернатора. «В области идёт откровенная, открытая борьба со всеми политическими партиями, причем неважно с какими: и с федеральными, и с «левыми» – просто потому, что Руденя крайне боится конкуренции. А почему он её боится? Потому что он понимает, что в открытой, честной борьбе он проиграет, потому что он не политик. Он сидит в Тверской области на передержке в ожидании назначения на какую-то высокую федеральную должность»
За неделю до выборов Агентство политических и экономических коммуникаций сделало прогноз, что наиболее вероятным сценарием является уверенное лидерство действующего губернатора И. Рудени, но, возможно, с меньшим результатом, чем в ходе губернаторской кампании 2016 года.

## Результаты
21 сентября 2021 года избирательная комиссия Тверской области подвела окончательные результаты выборов. Губернатором избран Игорь Руденя, за которого проголосовали 225 020 избирателей (52,33%) при явке на выборах в 430 681 избирателей (41,756%). 
| Место                                    | Место                                    | Кандидат                                 | Партия                                       | Голосов   | %       |
| ---------------------------------------- | ---------------------------------------- | ---------------------------------------- | -------------------------------------------- | --------- | ------- |
|                                          | 1.                                       | Игорь Руденя                             | «Единая Россия»                              | 225 020   | 52,33 % |
|                                          | 2.                                       | Людмила Воробьёва                        | КПРФ                                         | 86 389    | 20,09 % |
|                                          | 3.                                       | Дмитрий Игнатьков                        | «Справедливая Россия — Патриоты — За правду» | 45 981    | 10,69 % |
|                                          | 4.                                       | Олег Горлов                              | ЛДПР                                         | 28 022    | 6,52 %  |
|                                          | 5.                                       | Илья Клейменов                           | «Коммунисты России»                          | 27 089    | 6,30 %  |
|                                          |                                          |                                          |                                              |           |         |
| Действительных бюллетеней                | Действительных бюллетеней                | Действительных бюллетеней                | Действительных бюллетеней                    | 412 501   | 95,93 % |
| Недействительных бюллетеней              | Недействительных бюллетеней              | Недействительных бюллетеней              | Недействительных бюллетеней                  | 17 503    | 4,07 %  |
| Всего проголосовавших                    | Всего проголосовавших                    | Всего проголосовавших                    | Всего проголосовавших                        | 430 004   | 100 %   |
|                                          |                                          |                                          |                                              |           |         |
| Число бюллетеней, выданных досрочно      | Число бюллетеней, выданных досрочно      | Число бюллетеней, выданных досрочно      | Число бюллетеней, выданных досрочно          | 0         | 0 %     |
| Число бюллетеней, выданных на участке    | Число бюллетеней, выданных на участке    | Число бюллетеней, выданных на участке    | Число бюллетеней, выданных на участке        | 381 608   | 37,00 % |
| Число бюллетеней, выданных вне помещения | Число бюллетеней, выданных вне помещения | Число бюллетеней, выданных вне помещения | Число бюллетеней, выданных вне помещения     | 49 073    | 4,75 %  |
| Явка избирателей                         | Явка избирателей                         | Явка избирателей                         | Явка избирателей                             | 430 681   | 41,75 % |
| Число избирателей                        | Число избирателей                        | Число избирателей                        | Число избирателей                            | 1 031 402 | 100 %   |

24 сентября 2021 года Игорь Руденя вступил в должность губернатора. Церемония принесения присяги прошла в Тверском областном академическом театре драмы. В тот же день он назначил членом Совета Федерации ректора Тверского государственного университета Людмилу Скаковскую.